# GameSpot
GameSpot és un lloc web de videojocs que ofereix notícies, opinions, previsualitzacions, descàrregues i altres informacions sobre videojocs. Fou llançat l'1 de maig del 1996 per Pete Deemer, Vince Broady i Jon Epstein. Fou adquirit per ZDNet, una marca que posteriorment fou adquirida al seu torn per CNET Networks. CBS Interactive n'és l'actual propietari des de la seva adquisició de CNET Networks el 2008.